# Sondertribunal für das Verbrechen der Aggression gegen die Ukraine

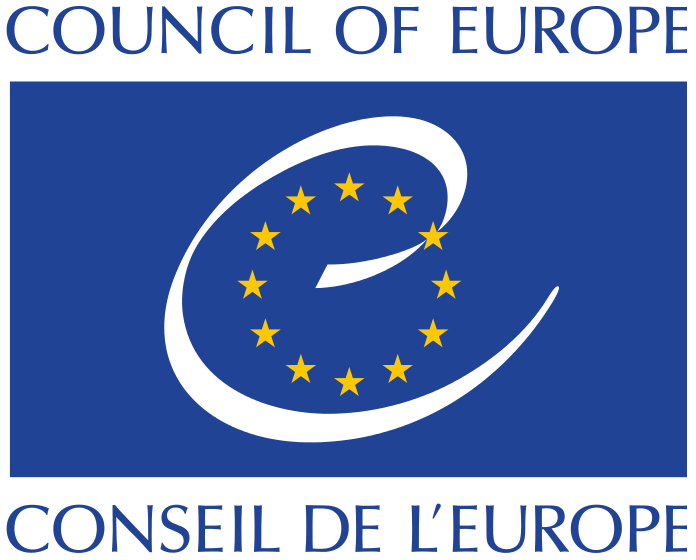
Logo des Europarats

Das Sondertribunal für das Verbrechen der Aggression gegen die Ukraine ist ein europäisches ad-hoc-Strafgericht, das die russische Führung wegen des Verbrechens der Aggression strafrechtlich zur Verantwortung ziehen soll. Die Grundlage hierfür ist ein völkerrechtlicher Vertrag zwischen dem Europarat und der Ukraine vom 25. Juni 2025, der auch das Statut zur Arbeitsweise des Tribunals umfasst. 

## Internationaler Strafgerichtshof in Den Haag
Am 24. Februar 2022 erfolgte der russische Überfall auf die Ukraine. Der Internationale Strafgerichtshof (ICC) ahndet zwar Völkerrechtsverbrechen wie Kriegsverbrechen, Verbrechen gegen die Menschlichkeit, Genozid und das Verbrechen der Aggression. Sind weder der angreifende noch der angegriffene Staat Vertragspartei des Römischen Statuts, ist der IStGH aber grundsätzlich nicht zuständig. Im Februar 2022 waren weder Russland noch die Ukraine Mitglied des ICC in Den Haag. Erst nach dem Überfall trat zwar die Ukraine dem Römischen Statut bei und wurde am 1. Januar 2025 Mitglied des ICC.
Im Zuge des Ostukraine-Konflikts hatte die Ukraine als Nicht-Mitglied dem Strafgerichtshofs zwar für begrenzte Zeiträume eine Zuständigkeit auf Basis von Art. 12 Abs. 3 des Römischen Statuts eingeräumt. Die zweite Erklärung dieser Zuständigkeit gilt bis auf unbestimmte Zeit und umfasst somit auch Taten ab dem 24. Februar 2022. Allerdings räumt diese Erklärung dem Strafgerichtshofs keine Zuständigkeit für das Verbrechen der Aggression ein. Das Römische Statut verbietet dem Strafgerichtshof eine Ahndung dieses Verbrechens, wenn es durch die Staatsbürger oder auf dem Territorium eines Nicht-Mitglieds begangen wurde (Art. 12bis Abs. 5) oder die Zuständigkeit nicht zuvor durch den UN-Sicherheitsrat übertragen wurde (Art. 15ter).

## Europäisches Sondergericht
Mit dem russischen Angriffskrieg gegen die Ukraine hat ein Mitglied des Europarats ein anderes überfallen.
Nach der im Völkerrecht geltenden Staatenimmunität kann jedoch die russische Führung um Präsident Waldimir Putin, Ministerpräsident Michail Mischustin und Außenminister Sergej Lawrow zumindest während ihrer Amtszeit nicht vor anderen staatlichen Gerichten, etwa denen der Ukraine, angeklagt werden. Die Immunität greift dagegen nicht vor internationalen Gerichten, weil diese die Strafgewalt der internationalen Gemeinschaft ausüben. Da eine entsprechende Resolution der UN-Generalversammlung nicht mehrheitsfähig ist, sich in Europa aber eine regionale Immunitätsausnahme für das Verbrechen der Aggression herauszubilden scheint und die große Mehrheit der Mitglieder des Europarats einschließlich der Ukraine und Russland den Angriffskrieg in ihren nationalen Gesetzen bestraft, könnte ein europäisches Tribunal die Immunität der Angeklagten durchbrechen.
Die Gründung des Gerichts wird durch die Europäische Kommission, den Europäischen Auswärtigen Dienst, verschiedene Mitgliedstaaten der Europäischen Union und etwa auch Australien, Costa Rica, Großbritannien, Guatemala, Liechtenstein, Norwegen sowie die Schweiz befürwortet.
Am 4. Februar 2025 verkündete der Europarat eine Einigung der internationalen Kerngruppe aus Sachverständigen aus rund 40 Staaten (Core Group) über den Entwurf des Schuman-Statuts. Am 14. Mai 2025 beauftragte das Ministerkomitee als oberstes Entscheidungsgremium den Generalsekretär Alain Berset, den Prozess zur Einrichtung eines Sondertribunals einzuleiten.
Am 25. Juni 2025 unterzeichneten die Ukraine und der Europarat das Abkommen zur Einrichtung des Sondergerichtshofs.
Sobald der Sondergerichtshof eingerichtet ist, werden die nationalen Behörden der Ukraine in der Lage sein, laufende innerstaatliche Ermittlungen und Strafverfolgungsmaßnahmen an den Staatsanwalt des Sondergerichtshofs zu verweisen und Beweise zu übermitteln, die im Rahmen der Arbeit des im Juli 2023 bei der Agentur der Europäischen Union für justizielle Zusammenarbeit in Strafsachen angesiedelten Internationalen Zentrums für die Strafverfolgung des Verbrechens der Aggression (ICPA) gesammelt wurden. Insoweit überträgt die Ukraine dem Europarat die Befugnis zur Strafverfolgung im Hinblick auf das auch nach ukrainischem Recht strafbare Verbrechen der Aggression.